# Площадь Альберта
Площадь А́льберта (латыш. Alberta laukums) — площадь в Риге. Расположена в Старом городе, между улицами 13 Января, Вецпилсетас, Калею и Алксная.
Территория площади — 1170 квадратных метров.

## История
До основания Риги на месте современной площади Альберта находилось одно из старейших ливских торговых поселений в истории города. Оно было удобно расположено у естественной гавани на озере Ригас, сформированной течением реки Рига. С возникновением города и началом освоения территории немецкими торговцами на месте площади были построены амбары для хранения товаров, привозимых в Ригу купцами («гостями») как из немецких, так и из русских городов.
В XVII веке на площади была открыта первая в Риге конно-почтовая станция. В конце XIX веке она была снесена, а в 1889 году на её месте возникли насаждения, сформировавшие сквер, названный в честь епископа Альберта Буксгевдена, которого принято считать основателем Риги. Альберт стал третьим по счёту епископом (после Мейнарда фон Зегеберга и Бертольда Шульте), отправленным в Прибалтику католической церковью для упрочения её господства на этих землях.
В 1923 году было решено переименовать сквер в площадь Альберта.
Во время Второй мировой войны в результате разрушений, вызванных бомбёжками и пожарами, площадь лишилась строений со стороны ул. 13 Января.
В 1959—1964 годах на площади были проведены археологические раскопки под руководством советского археолога М. Р. Вилсоне. Было исследовано 375 квадратных метров. Также был вскрыт культурный слой, достигавший 5 метров в толщину, который датируется XII—XV столетиями. Всего по итогам раскопок обнаружено 5306 различных находок, в основном связанных с торговлей и ремёслами, а также рыболовецкие принадлежности. Были вскрыты и деревянные строения, исследован слой древнейшей штукатурки XII столетия.
В конце 1990-х годов площадь стала популярным местом встреч неформальной молодёжи, а в 2001 к 800-летию Риги здесь был сооружён стилизованный ливский хутор.
В 2015 году был проведён конкурс на концепцию благоустройства площади. Победил проект бюро «U-R-A» (United Riga Architects), который предполагает устройство археологической экспозиции на месте старого порта, окружённой амфитеатром, напоминающий формой Рижский корабль, а также памятник аптекарю Абраму Кунце — изобретателю Рижского бальзама.